# Кметь, Матуш
Ма́туш Кметь (словац. Matúš Kmeť; род. 27 июня 2000, Словакия) — словацкий футболист, защитник американского клуба «Миннесота Юнайтед», выступающий на правах аренды за польский клуб «Гурник (Забже)».

## Клубная карьера
Кметь — воспитанник клубов «Лудрова» и «Ружомберок». 4 августа 2018 года в матче против «Жилины» он дебютировал в чемпионата Словакии в составе последнего. 1 марта 2020 года в поединке против «Земплина» Матуш забил свой первый гол за «Ружомберок». В начале 2021 года Кметь перешёл в «Тренчин». 20 февраля в матче против «Сеницы» он дебютировал за новый клуб. Летом того же года Кметь на правах аренды перешёл в «Дубницу». 14 августа в матче против «Наместово» он дебютировал во Второй лиге Словакии. 19 сентября в поединке против «Рогожник» Матуш забил свой первый гол за «Дубницу». По окончании аренды игрок вернулся в «Тренчин». 15 октября 2022 года в поединке против «Скалицы» Матуш забил свой первый гол за клуб.